# 10726 Elodie
10726 Elodie è un asteroide della fascia principale. Scoperto nel 1987, presenta un'orbita caratterizzata da un semiasse maggiore pari a 2,3935971 UA e da un'eccentricità di 0,1646225, inclinata di 2,54139° rispetto all'eclittica.
L'asteroide è dedicato a Elodie Bouteille, studentessa francese.